# He Cihong
Pour les articles homonymes, voir He.
Dans ce nom chinois, le nom de famille, He, précède le nom personnel.
He Cihong, née le 6 juin 1975, est une nageuse chinoise.

## Carrière
Aux championnats du monde 1994 à Rome, elle remporte le 100 m dos et le 200 m dos. Lors des mêmes championnats, l'équipe chinoise dont elle fait partie bat le record du monde du 4 × 100 m 4 nages en 4 min 1 s 67,. Au départ du relais, He Cihong établit une nouvelle marque planétaire sur 100 m dos en 1 min 0 s 16. Son record du monde tiendra pendant presque 8 ans avant d'être battu par Natalie Coughlin en 2002.
Quatre ans plus tard, toujours aux championnats du monde, elle ne se qualifie pas pour la finale du 200 m dos, finissant 10e de sa série en 2 min 16 s 19.
Elle participe également aux Jeux olympiques d'été de 1992 et à ceux de 1996 mais ne remporte aucune médaille.

## Palmarès
| Date | Événement                             | Lieu      | Place | Course            | Temps         |
| ---- | ------------------------------------- | --------- | ----- | ----------------- | ------------- |
| 1992 | Jeux olympiques                       | Barcelone | 13e   | 100 m dos         | 1 min 3 s 50  |
| 1992 | Jeux olympiques                       | Barcelone | 4e    | 4 × 100 m 4 nages | 4 min 6 s 78  |
| 1993 | Championnats du monde en petit bassin | Palma     | 1re   | 200 m dos         | 2 min 6 s 09  |
| 1993 | Championnats du monde en petit bassin | Palma     | 1re   | 4 × 100 m 4 nages | 3 min 57 s 73 |
| 1993 | Championnats du monde en petit bassin | Palma     | 2e    | 100 m dos         | 1 min 0 s 13  |
| 1994 | Championnats du monde                 | Rome      | 1re   | 100 m dos         | 1 min 0 s 57  |
| 1994 | Championnats du monde                 | Rome      | 1re   | 200 m dos         | 2 min 7 s 40  |
| 1994 | Championnats du monde                 | Rome      | 1re   | 4 × 100 m 4 nages | 4 min 1 s 67  |
| 1996 | Jeux olympiques                       | Atlanta   | 26e   | 100 m dos         | 1 min 5 s 87  |
| 1998 | Championnats du monde                 | Perth     | 10e   | 200 m dos         | 2 min 16 s 19 |